# SYLK
SYLK (SYmbolic LinK) es un formato de Microsoft, utilizado para el intercambio de datos de la hoja de cálculo. Los archivos tienen la extensión. Slk y se componen de caracteres ASCII visibles.
Aunque Microsoft no ha publicado especificaciones SYLK, el formato es compatible no sólo con el software Excel y Microsoft Works de Gnumeric y LibreOffice Calc.

## Ejemplo de SYLK
Ejemplo en formato SYLK (.slk)
```
ID;P
C;Y1;X1;K"Riga 1"
C;Y2;X1;K"Riga 2"
C;Y3;X1;K"Totale"
C;Y1;X2;K11
C;Y2;X2;K22
C;Y3;X2;K0;ER1C2+R2C2
E
```

Léase por un hoja de cálculo que soporte este formato; se producirá esta tabla con el valor de la celda en la columna 2 calculado como la suma de las dos células por encima de ella la fila 3:
| Riga 1 | 11 |
| Riga 2 | 22 |
| Totale | 33 |